# Monica Vitti
Monica Vitti, pseudoniem van Maria Luisa Ceciarelli, (Rome, 3 november 1931 – aldaar, 2 februari 2022) was een Italiaanse actrice. 

## Roem als actrice dankzij de films van Antonioni
Zij is beroemd geworden door haar vertolkingen in enkele films van Michelangelo Antonioni, namelijk L'avventura (1960), La notte (1961), L'eclisse (1962) en Il deserto rosso (1964). Later speelde ze in een film van Luis Buñuel: Le fantôme de la liberté (1974) en opnieuw in een film van Antonioni: Il mistero di Oberwald (1980). Vitti won vijf keer de Premi David di Donatello voor beste vrouwelijke hoofdrol. In 1984 won ze de Zilveren Beer voor een uitstekende individuele bijdrage.

## Privéleven
Vitti was de levensgezellin van Michelangelo Antonioni tussen 1957 en 1967. Ze beleefde een tweede grote liefde met director of photography Carlo Di Palma die ze in 1964 had leren kennen op de set van Il deserto rosso. Ten slotte ontmoette ze filmfotograaf en regisseur Roberto Russo in 1983. Russo vroeg haar in 2000 ten huwelijk. Het koppel bleef getrouwd tot aan het overlijden van Vitti in februari 2022.
Ze overleed op 90-jarige leeftijd aan de gevolgen van de ziekte van Alzheimer. De uitvaartplechtigheid was op 5 februari 2022 in de Santa Maria in Montesanto (the Artists' Chiesa) aan het Piazza del Popolo in Rome.

## Filmografie (selectie)
- 1960 - L'avventura (Michelangelo Antonioni)
- 1961 - La notte (Michelangelo Antonioni)
- 1962 - L'eclisse (Michelangelo Antonioni)
- 1963 - Château en Suède (Roger Vadim)
- 1964 - Il deserto rosso (Michelangelo Antonioni)
- 1964 - Il disco volante (Tinto Brass)
- 1966 - Modesty Blaise (Joseph Losey)
- 1968 - La ragazza con la pistola (Mario Monicelli)
- 1970 - Dramma della gelosia (Ettore Scola)
- 1970 - Le coppie (Mario Monicelli, Alberto Sordi en Vittorio De Sica) (anthologiefilm, episodes Il frigorifero en Il leone)
- 1974 - Le fantôme de la liberté (Luis Buñuel)
- 1975 - A mezzanotte va la ronda del piacere (Marcello Fondato)
- 1975 - L'anatra all'arancia (Luciano Salce)
- 1978 - La Raison d'État (André Cayatte)
- 1980 - Non ti conosco più amore (Sergio Corbucci)
- 1980 - Il mistero di Oberwald (Michelangelo Antonioni)
- 1981 - Camera d'albergo (Mario Monicelli)

## Prijzen en nominaties

### Prijzen
- Premi David di Donatello voor beste vrouwelijke hoofdrol
  - 1969 - La ragazza con la pistola
  - 1971 - Ninì Tirabusciò, la donna che inventò la mossa
  - 1974 - Polvere di stelle
  - 1976 - L'anatra all'arancia
  - 1979 - Amori miei
- Nastro d'argento voor beste actrice
  - 1969 - La ragazza con la pistola
  - 1976 - L'anatra all'arancia
- Nastro d'argento voor beste actrice in een bijrol
  - 1962 - La notte
- Globo d'oro voor beste vrouwelijke hoofdrol
  - 1970 - Dramma della gelosia
  - 1971 - La supertestimone
  - 1981 - Camera d'albergo
  - 1984 - Flirt
- 1984 - Zilveren Beer voor uitstekende individuele bijdrage voor Flirt
- 1968 - Zilveren Schelp voor beste actrice voor La ragazza con la pistola

### Nominaties
- Premi David di Donatello voor beste vrouwelijke hoofdrol
  - 1984 - Flirt
- Nastro d'argento voor beste actrice
  - 1961 - L'avventura
  - 1963 - L'eclisse
  - 1965 - Alta infedeltà
  - 1968 - Ti ho sposato per allegria
  - 1977 - L'altra metà del cielo
  - 1984 - Flirt
- Globo d'oro voor beste vrouwelijke hoofdrol
  - 1969 - La ragazza con la pistola
  - 1973 - La Tosca
- Globo d'oro voor beste eerste werk
  - 1990 - Scandalo segreto
- 1960 - British Academy Film Award voor beste buitenlandse actrice voor L'avventura